# أندريا كليمنت
أندريا كليمنت (بالإيطالية: Andrea Clemente)‏ هو متزلج جماعي إيطالي، ولد في 1942 في سان نيكولا لا سترادا في إيطاليا، وتوفي في 16 يناير 1970 في فالتورننتش في إيطاليا.

## وصلات خارجية
- أندريا كليمنت على موقع اللجنة الأولمبية الدولية (الإنجليزية)
- أندريا كليمنت على موقع أوليمبيديا (الإنجليزية)